# Solenoxiphus striatulus
Solenoxiphus striatulus is een Scaphopodasoort uit de familie van de Entalinidae. De wetenschappelijke naam van de soort is voor het eerst geldig gepubliceerd in 1983 door Chistikov.